# Aston Martin Lagonda All-Terrain Concept
Pour les articles homonymes, voir Aston Martin et Lagonda.
L'Aston Martin Lagonda All-Terrain Concept (Tout-Terrain, en anglais) est un concept-car SUV-limousine de luxe électrique, du constructeur automobile britannique Aston Martin Lagonda, présentée au salon international de l'automobile de Genève 2019.

## Historique
Un an après la Lagonda Vision Concept électrique de 2018, Aston Martin Lagonda présente ce concept car au salon de Genève 2019, préfigurant le futur SUV-limousine All-Terrain de luxe de la marque (fabriqué horizon 2022, entre autres avec les Aston Martin Rapide E de 2019 et Aston Martin DBX de 2020, par la nouvelle usine Aston Martin Lagonda de 2017 de St Athan au Pays de Galles).

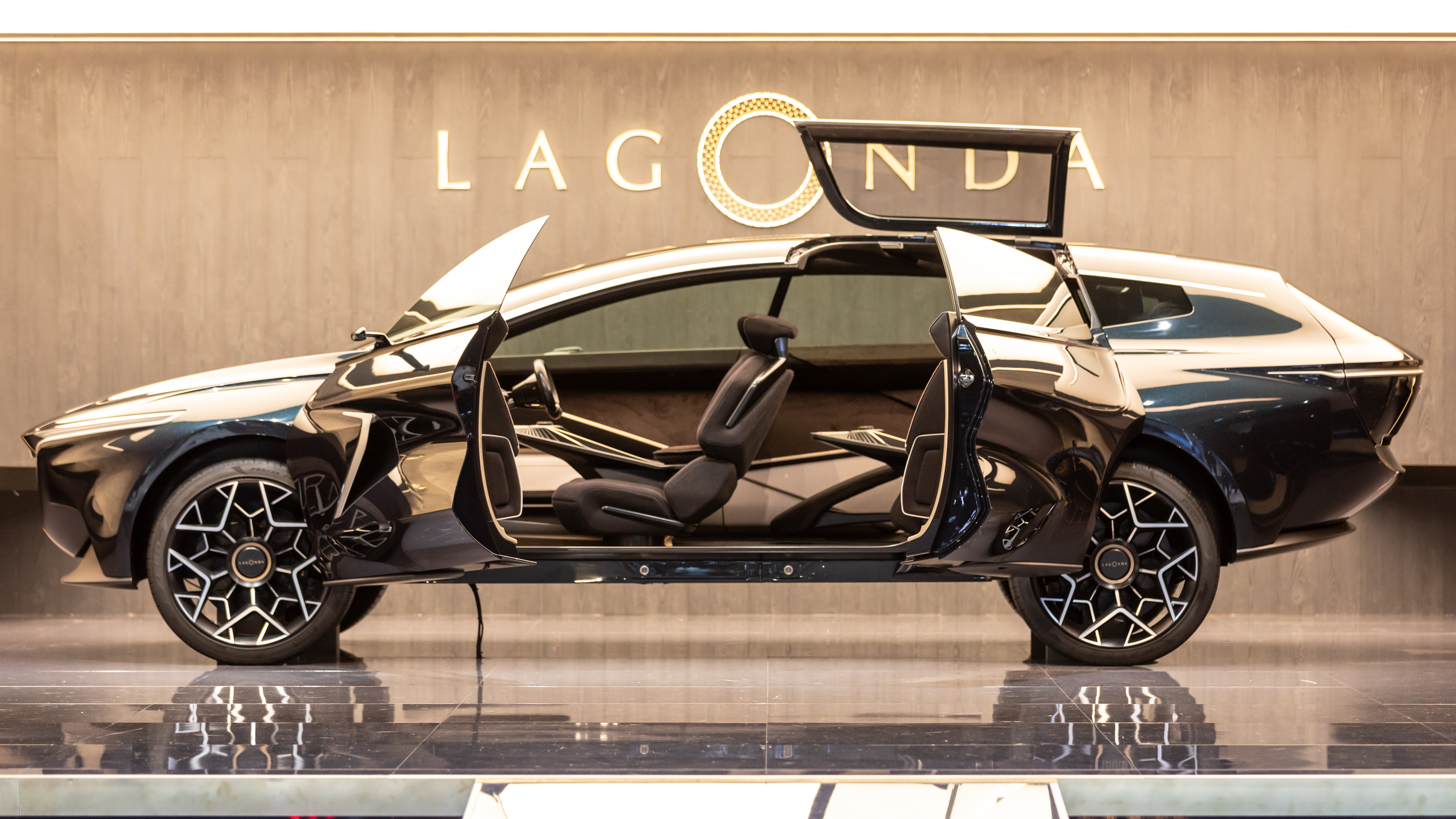
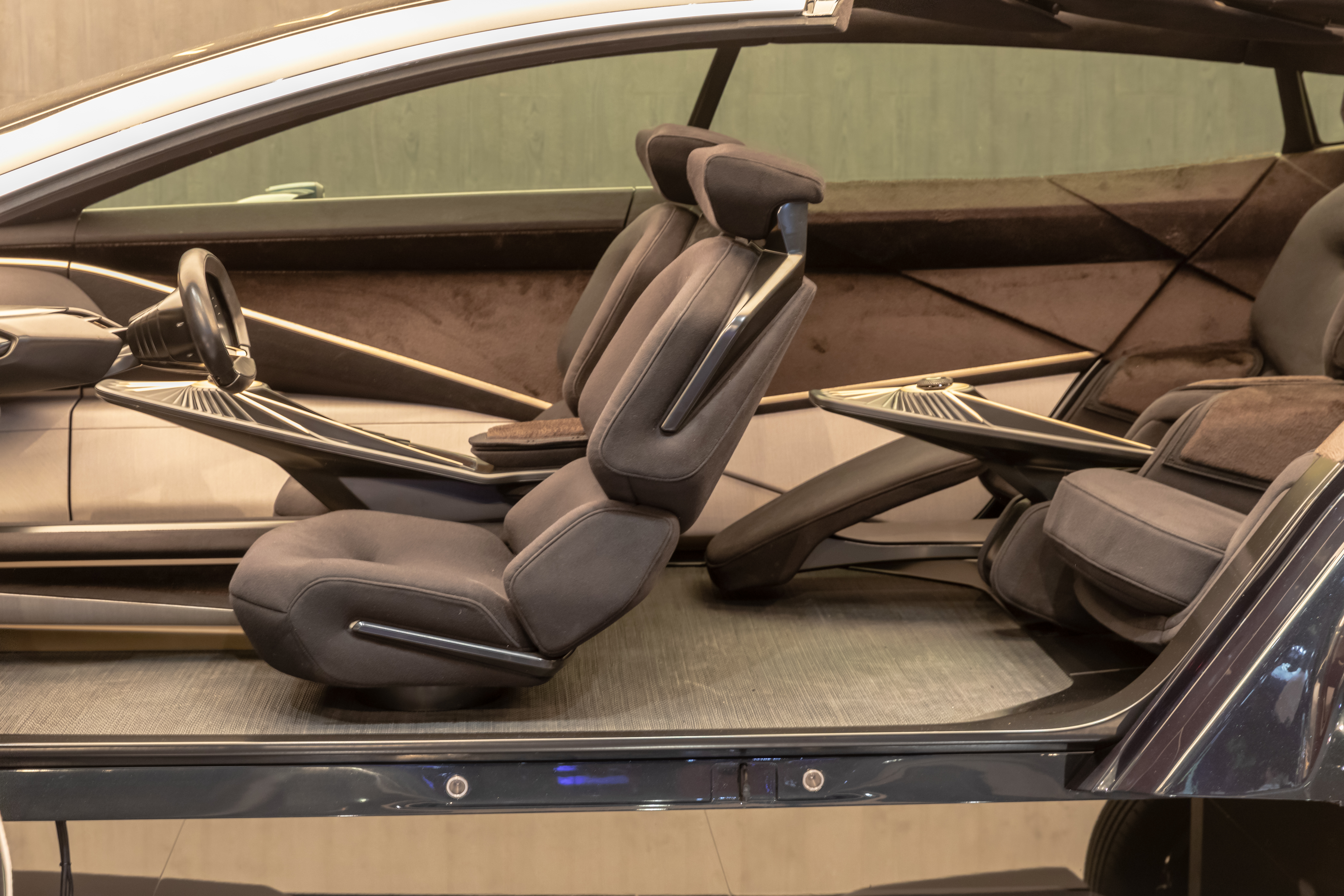
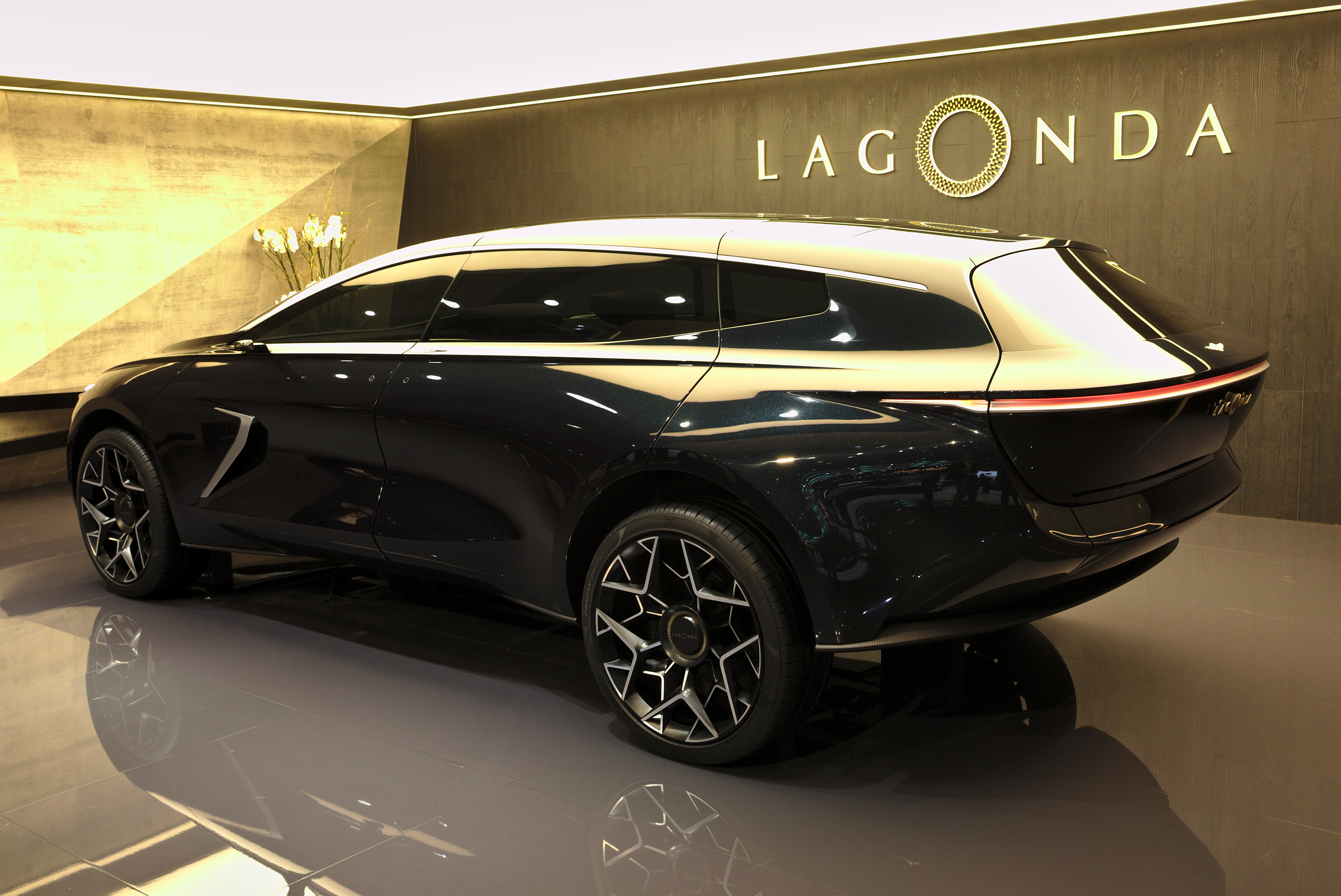

### Design
La carrosserie au design futuriste de plus de 6 m de long, avec portière à ouverture inversée antagoniste et papillon, et poupe fastback proéminente de yacht, est conçue par l’équipe du chef designer Marek Reichman, très inspirée de la Lagonda Vision Concept précédente, ainsi que des lignes des précédentes Aston Martin DP100 (2014), Aston Martin Vulcan (2015), Aston Martin DB10 (2015), Aston Martin DBX Concept (2015), ..., et du monde des yachts de luxe Aston Martin AM37 (2016)... L'habitacle est spacieusement aménagé avec des matériaux de luxe (céramique, soie, cachemire…), sièges avant pivotants en configuration salon face aux sièges arrière, tableau de bord entièrement numérique au centre du volant, et clef de contact en lévitation au milieu de la console centrale…

### Motorisation
La marque cultive le mystère des performances techniques de ce concept-car électrique (les précédentes Aston Martin Rapide E de 2019, produites à 155 exemplaires, sont motorisées par 2 moteurs électriques de 610 ch, pour 250 km/h de vitesse de pointe, 0 à 100 km/h en moins de 4 s, rechargeable en 15 minutes pour une autonomie de 200 km).

## = Liens externes
- www.astonmartin.com/fr
- Aston Martin Lagonda All-Terrain Concept sur www.media.astonmartin.com